# Раковецький Теодор
Раковецький Теодор (пол. Teodor Rakowiecki; 2 пол. XVIII ст.) — гравер на міді й дереві та маляр 1760 — 1780-их pp., працював у Бердичеві й у Холмі.
Автор багатьох гравюр для видань другої половини 18 ст. (зокрема у видавництві «Ozdoba у obrona ukraińskich krajów przecudowna w Berdyczowskim obrazie Marya … ukoronowana», 1767).